# جذر دالة

مخطط تابع الجيب الرياضي، النقاط الحمراء توضح جذور المعادلة (نقاط التقاطع مع محور السينات)

في الرياضيات، جذر الدالة {\displaystyle f} أو صفر الدالة {\displaystyle f} (بالإنجليزية: Zero of a function)‏، هو العنصر x من المجال الذي يحقق المعادلة التي تنعدم فيها الدالة f كما يلي:
{\displaystyle x} حيث {\displaystyle f(x)=0\,}
مثلاً التابع المعطى بالصيغة التالية:
{\displaystyle f(x)=x^{2}-6x+9\,.}
له جذر يساوي 3 لأن {\displaystyle f(3)=3^{2}-6(3)+9=0}.
إذا كان التابع ممثلا بمجموعة الأعداد الحقيقية، فإن جذوره هي نقاط تقاطع مخطط التابع مع محور السينات x، وهو ما يطلق عليه نقطة قطع محور السينات.
تبين المبرهنة الأساسية في الجبر أن كل متعددة حدود غير منعدمة لها عدد من الجذور يساوي على الأكثر درجتها وأن عدد الجذور يساوي درجة متعددة الحدود إذا ما نُظر إلى الجذور المركبة.

## جذور متعددة للحدود

### المبرهنة الأساسية في الجبر
تنص المبرهنة الأساسية في الجبر أن لكل متعددة حدود من الدرجة n عدد من الجذور المركبة مساويا ل n. الجذور غير الحقيقية (أي المركبة) تأتي هي ومرافقاتها جذورا لمتعددة الحدود.
انظر إلى صيغ فييتة.